# フォレストアドベンチャー
フォレストアドベンチャーは、パシフィックネットワークが各地で事業展開する野外遊園施設。

## 概要
1997年にフランス・アヌシー郊外でスイスの企業研修用としてアルタス社が開始した野外遊園施設で日本国内ではパシフィックネットワークがアルタス社と業務提携を結び、現在は国内の39ヶ所で事業を展開する。

## 遊園地の施設
環境負荷を最小限に留めるために極力元の地形を最大限に活用してジップスライド、クリフチャレンジャー、レーザータグ、パンプトラックのような体験型の遊戯施設を設置する。

### 安全基準
国内ではこの種の野外体験型遊戯施設の安全基準が未整備なため、欧州の基準であるEN15567-1及びEN15567-2に準拠する。

## 各地の施設

### 北海道、東北エリア
- フォレストアドベンチャー・恵庭 北海道恵庭市西島松

### 関東エリア
- フォレストアドベンチャー・おおひら 栃木県栃木市大平町西山田
- フォレストアドベンチャー・つくば 茨城県つくば市沼田字新田
- フォレストアドベンチャー・上野 群馬県多野郡上野村勝山
- フォレストアドベンチャー・秩父 埼玉県秩父市久那
- フォレストアドベンチャー・ターザニア 千葉県長生郡長柄町味庄東台
- フォレストアドベンチャー・千葉 千葉県千葉市若葉区野呂町
- フォレストアドベンチャー・よこはま 神奈川県横浜市旭区上白根町
- フォレストアドベンチャー・小田原 神奈川県小田原市久野
- フォレストアドベンチャー・箱根 神奈川県足柄下郡箱根町湯本字茶の花

### 北陸・甲信越エリア
- フォレストアドベンチャー・湯沢中里 新潟県南魚沼郡湯沢町土樽
- フォレストアドベンチャー・長野 長野県長野市大字上ヶ屋
- フォレストアドベンチャー・蓼科 長野県茅野市北山字鹿山
- フォレストアドベンチャー・松川 長野県下伊那郡松川町大島
- フォレストアドベンチャー・こすげ 山梨県北都留郡小菅村
- フォレストアドベンチャー・フジ 山梨県南都留郡鳴沢村字富士山

### 東海エリア
- フォレストアドベンチャー・三島スカイウォーク 静岡県三島市笹原新田
- フォレストアドベンチャー・御殿場 静岡県御殿場市印野1380-15
- フォレストアドベンチャー・新城 愛知県新城市浅谷ヒヨイタ40
- フォレストアドベンチャー・豊田鞍ヶ池 愛知県豊田市矢並町法沢713-2 鞍ケ池公園内
- フォレストアドベンチャー・湯の山 三重県三重郡菰野町菰野

### 関西エリア
- フォレストアドベンチャー・栗東 滋賀県栗東市観音寺字平谷
- フォレストアドベンチャー・神戸市六甲山 兵庫県神戸市灘区六甲山町北六甲
- フォレストアドベンチャー・丹波ささやま 兵庫県丹波篠山市火打岩字畑山
- フォレストアドベンチャー・朝来 兵庫県朝来市佐嚢
- フォレストアドベンチャー・奥神鍋 兵庫県豊岡市日高町山田

### 中国エリア
- フォレストアドベンチャー・たたらの里 島根県雲南市吉田町吉田2330
- フォレストアドベンチャー・広島 広島県廿日市市吉和

### 四国エリア
- フォレストアドベンチャー・西条 愛媛県西条市河之内甲
- フォレストアドベンチャー・祖谷 徳島県三好市西祖谷山村尾井ノ内
- フォレストアドベンチャー・高知 高知県高岡郡津野町芳生野乙

### 九州・沖縄エリア
- フォレストアドベンチャー・糸島 福岡県糸島市二丈一貴山
- フォレストアドベンチャー・久山 福岡県糟屋郡久山町大字山田字塚﨑1226-1
- フォレストアドベンチャー・吉野ヶ里 佐賀県神埼郡吉野ヶ里町三津
- フォレストアドベンチャー・別府 大分県別府市志高
- フォレストアドベンチャー・奥日田 大分県日田市中津江村合瀬
- フォレストアドベンチャー・美里 熊本県下益城郡美里町畝野
- フォレストアドベンチャー・おおすみ 鹿児島県曽於市大隅町岩川
- フォレストアドベンチャー in 恩納 沖縄県国頭郡恩納村字真栄田